# Religion au Canada
La religion au Canada inclut une très grande diversité de groupes religieux et de croyances. La majorité de la population canadienne est chrétienne, représentant 53,3 % des Canadiens. L'Église catholique romaine est la confession la plus importante parmi les chrétiens du Canada. En pourcentage de la population, le christianisme est suivi par les gens sans religion qui représentent 34,6 % de la population. Les autres religions, les principales étant l'islam, l'hindouisme, le sikhisme, le bouddhisme et le judaïsme, englobent 12,1 % de la population. Les taux d'affiliation à une religion sont en baisse constante.
Le préambule de la Charte canadienne des droits et libertés fait référence à « Dieu » et le monarque canadien porte le titre de Défenseur de la Foi. Cependant, le Canada n'a aucune religion d'État et l'appui au pluralisme religieux et à la liberté religieuse est un élément important de la culture politique du Canada (en).
Avant la colonisation européenne, les religions aborigènes (en) étaient surtout animistes incluant une vénération intense des esprits et de la nature. La colonisation française commençant au XVIIe siècle apporta l'établissement d'une population francophone catholique romaine en Acadie et en Nouvelle-France qui devint plus tard le Bas-Canada qui sont aujourd'hui respectivement la Nouvelle-Écosse et le Québec. Elle a été suivie par une colonisation britannique qui apporta des anglicans et d'autres protestants au Haut-Canada qui est maintenant l'Ontario.
Avec le déclin du christianisme après avoir été un élément central et intégral de la culture et de la vie quotidienne canadiennes, le Canada est entré dans une ère post-chrétienne (en) avec un État laïc. La pratique de la religion est maintenant considérée comme étant une question d'ordre privé au sein de la société et de l'État. De plus, une majorité de Canadiens considère la religion comme étant sans importance tout en continuant de croire en Dieu.

## Gouvernement et religion

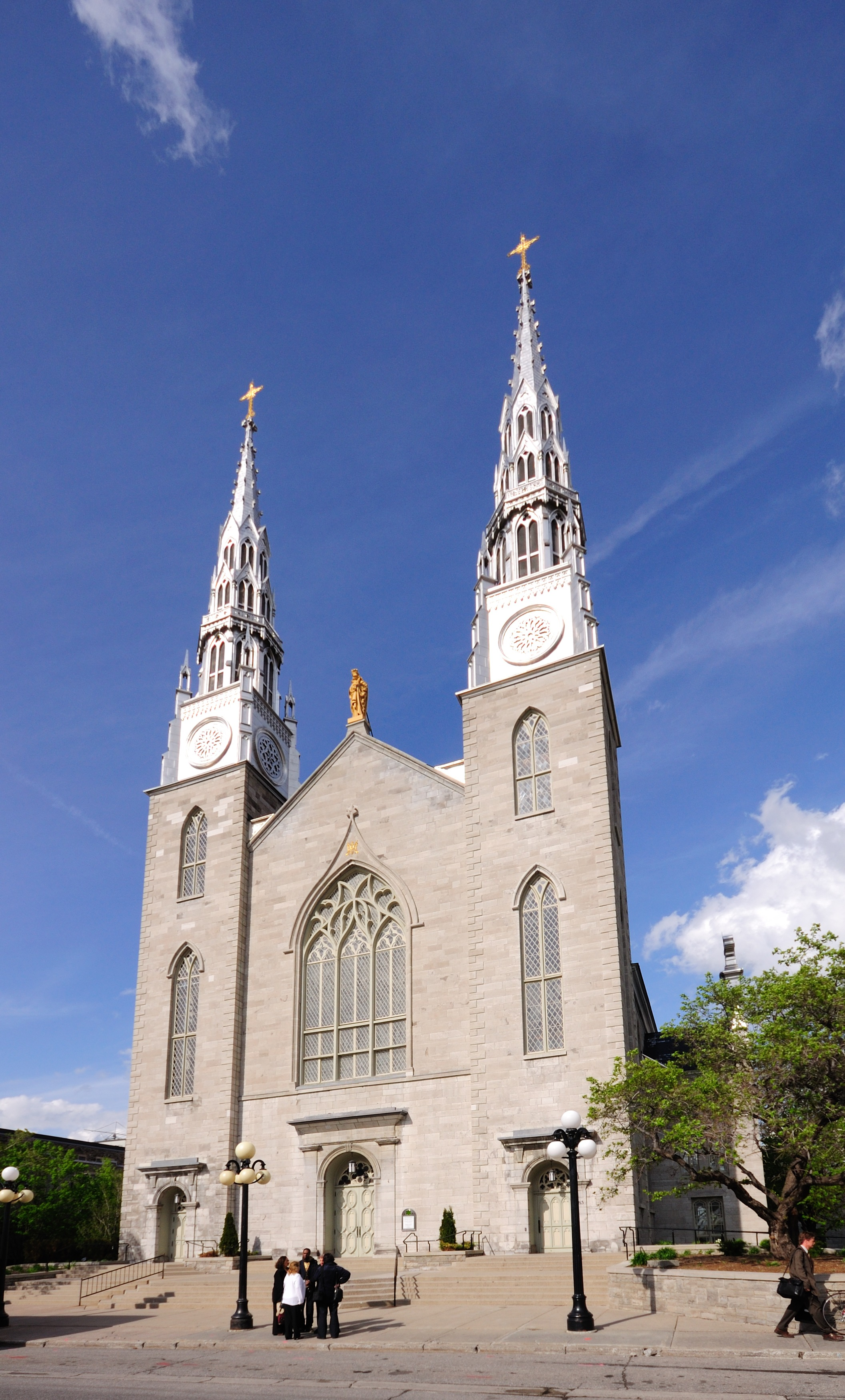
La Basilique-cathédrale Notre-Dame d'Ottawa.

De nos jours, le Canada n'a pas de religion officielle et le gouvernement est officiellement attaché au pluralisme religieux et à la liberté de religion.
Le Canada est un royaume du Commonwealth au sein duquel le chef d'État est partagé avec quinze autres pays. Ainsi, il suit les règles de succession du Royaume-Uni pour son monarque qui interdisent aux catholiques romains d'accéder au trône. Le Roi du Canada porte entre autres le titre de « Défenseur de la Foi ».

Bien que les liens officiels entre le gouvernement et la religion, spécifiquement le christianisme, sont peu nombreux, celui-ci reconnait plus ouvertement l'existence de Dieu et même la suprématie de Dieu. Le préambule de la Charte canadienne des droits et libertés et l'hymne national en anglais font spécifiquement référence à Dieu,. De plus, la version française contient le vers « et il sait porter la croix », une référence ouvertement chrétienne. Néanmoins, la Révolution tranquille, suivie de la croissance de l'irreligion au Canada (en) et de l'influx d'immigrants non chrétiens ont amené une plus grande séparation entre le gouvernement et la religion. Par exemple, le congé pour la fête de Noël est appelé « congé hivernal » dans les écoles publiques. Les fêtes de Noël et de Pâques sont des congés à l'échelle nationale et, bien que les musulmans, les Juifs et d'autres groupes religieux aient le droit de prendre congé lors de leurs fêtes religieuses, ces dernières ne jouissent pas de la même reconnaissance officielle.

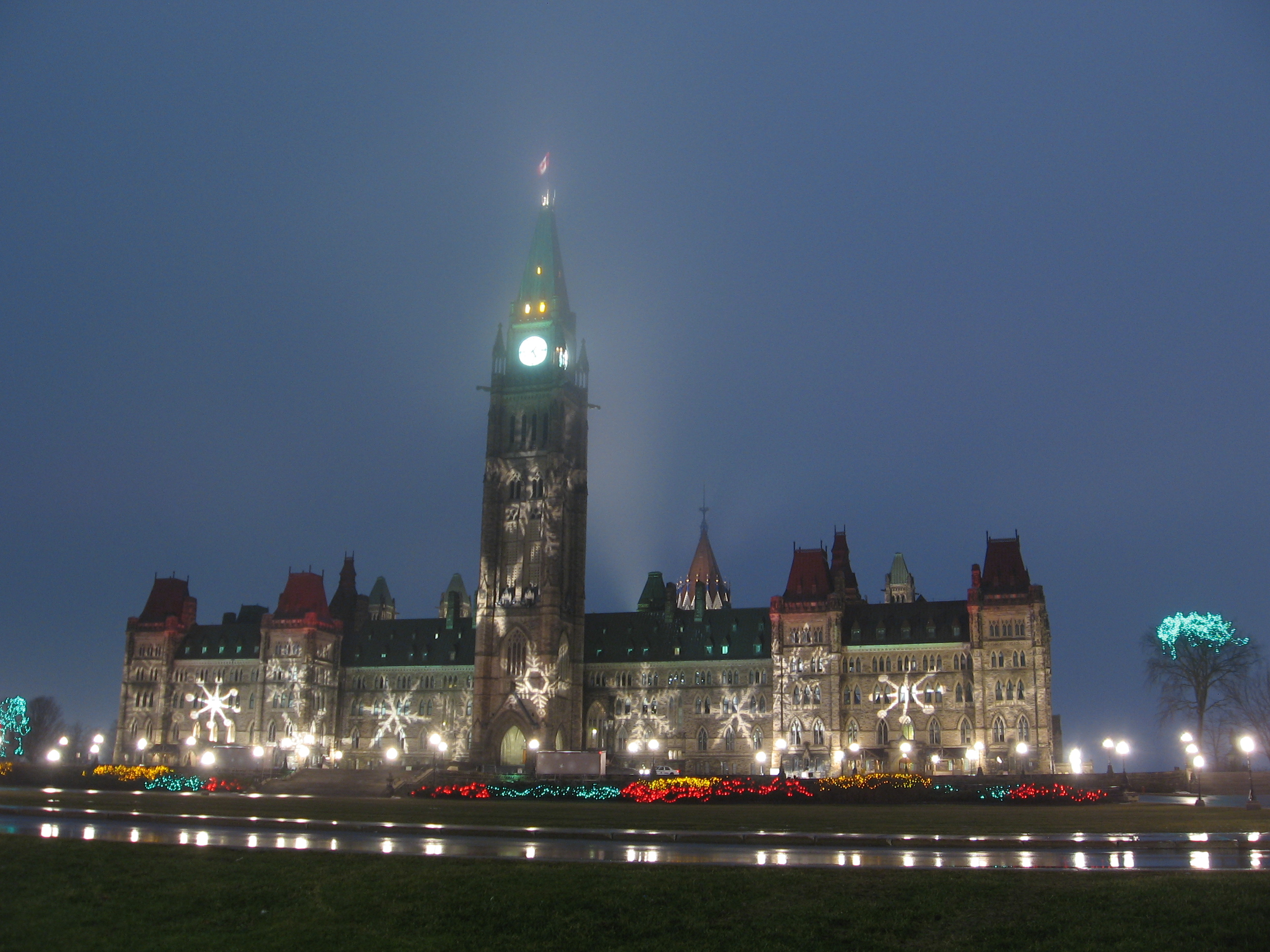
L'édifice du Centre du Parlement canadien arborant des décorations hivernales.

Dans certaines régions du pays, l'ouverture des magasins le dimanche - qui est le « jour du Seigneur » dans le christianisme - demeure interdite, mais ce phénomène est de plus en plus rare.
À la fin du XXe siècle, il y a eu une bataille portant sur l'acceptation des habits religieux par la société canadienne concernant surtout les turbans sikhs. À l'issue de ce débat, la Gendarmerie royale du Canada, les Forces armées canadiennes et d'autres agences du gouvernement fédéral ont accepté que leurs membres portent des turbans,. De plus, plus d'une décision en justice opposant les commissions scolaires aux Sikhs ont donné raison à ces derniers pour le droit de porter le kirpan, une dague cérémonielle, dans les établissements scolaires,.

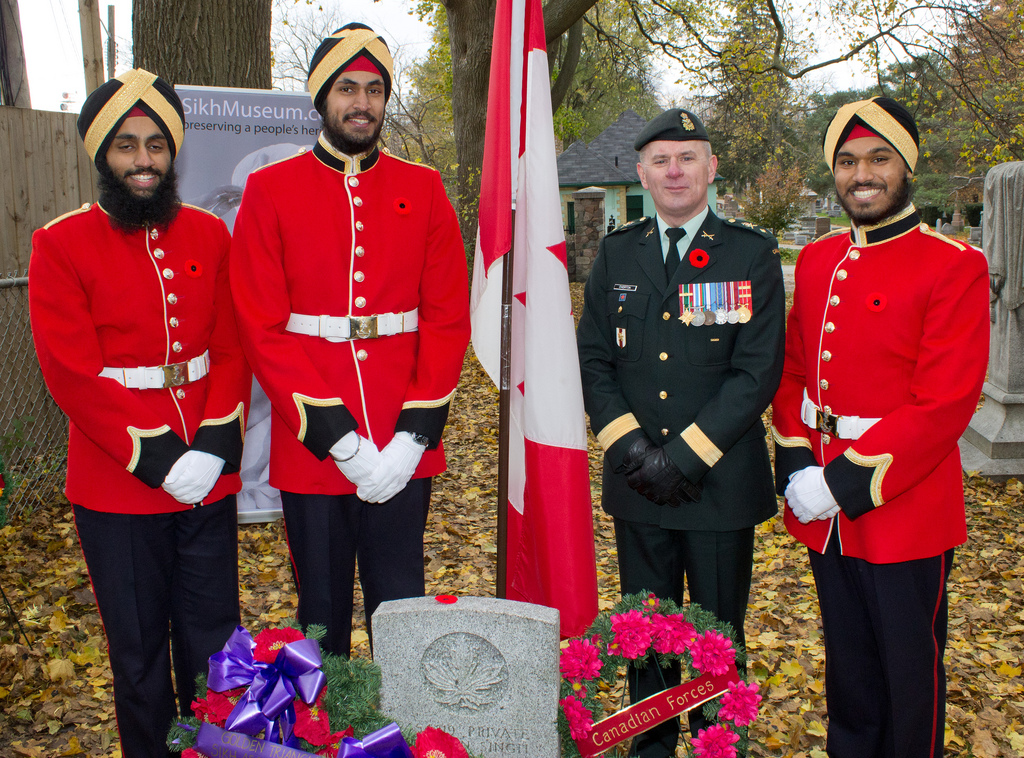
Des élèves-officiers sikhs du Collège militaire royal du Canada.

Les mariages polygames qui sont pratiqués par certains groupes religieux minoritaires sont illégaux et même criminels au Canada. Cependant, dans la pratique, les autorités ne mettent pas souvent ces lois en application comme c'est le cas à Bountiful en Colombie-Britannique où résident deux groupes mormons fondamentalistes polygames,. Dans un cas judiciaire, la Cour suprême du Canada a reconnu la légitimité de la limitation de la liberté religieuse dans un cas où un bébé a été mis sous la tutelle de l'État afin de lui prodiguer des soins médicaux d'urgences, plus précisément une transfusion sanguine, qui était refusés par des parents témoins de Jéhovah.

## Statistiques
Religion au Canada selon l'Enquête nationale sur les ménages de 2021
- Christianisme (53,3 %)
- Irreligion (34,6 %)
- Islam (4,9 %)
- Hindouisme (2,3 %)
- Sikhisme (2,1 %)
- Bouddhisme (1,0 %)
- Judaïsme (0,9 %)
- Autres religions (0,8 %)

Selon l'Enquête nationale sur les ménages de 2011 (le Recensement du Canada de 2011 ne posait pas de question sur l'affiliation religieuse, mais l'enquête envoyée à une partie de la population le faisait), 67 % de la population canadienne s'identifie comme chrétienne, une baisse notable comparativement à une décennie auparavant puisque, lors du Recensement du Canada de 2001, 77 % de la population indiquait appartenir à une religion chrétienne,. Représentant plus d'un Canadien sur trois, l'Église catholique romaine est de loin la plus grande confession religieuse du pays. Ceux ayant indiqué n'appartenir à aucune religion représentent 24 % du total des répondants.
Au cours des dernières années, il y a une croissance substantielle des religions non chrétiennes au Canada. Plus de la moitié des lieux de culte chrétiens du Québec ont été fermés, dans la première décennie du XXIe siècle
De 1991 à 2011, l'islam a augmenté de 316 %, l'hindouisme de 217 %, le sikhisme de 209 % et le bouddhisme de 124 %. La croissance de la population canadienne non chrétienne exprimée en pourcentage de la population totale du pays a augmenté de 4 % en 1991 à 8 % en 2011. Le ratio de non chrétiens par chrétiens a augmenté de 1 pour 21 en 1991 à 1 pour 8 en 2011, une croissance de 135 % en vingt ans.
| | 1991       | 1991   | 2001       | 2001   | 2011Note A, | 2011Note A, | 2021       | 2021 |
| Nombre | %          | Nombre | %          | Nombre | %           | Nombre      | %          |      |
| Population totale | 26 944 040 |        | 29 639 035 |        | 32 852 320  |             | 36 328 480 |      |
| Christianisme | 22 503 360 | 83,0   | 22 851 825 | 77,0   | 22 102 745  | 67,3        | 19 373 325 | 53,3 |
| Catholique | 12 203 625 | 45,2   | 12 793 125 | 43,2   | 12 810 705  | 39,0        | 10 880 360 | 29,9 |
| Protestantisme (total) | 9 427 675  | 34,9   | 8 654 845  |        |             |             |            |      |
| Église unie du Canada | 3 093 120  | 11,5   | 2 839 125  | 9,6    | 2 007 610   | 6,1         | 1 214 185  | 3,3  |
| Église anglicane du Canada | 2 188 110  | 8,1    | 2 035 495  | 6,9    | 1 631 845   | 5,0         | 1 134 315  | 3,1  |
| Baptisme | 663 360    | 2,5    | 729 470    | 2,5    | 635 840     | 2,0         | 436 940    | 1,2  |
| Luthéranisme | 636 205    | 2,4    | 606 590    | 2,0    | 478 185     | 1,5         | 328 045    | 0,9  |
| Presbytérianisme | 636 295    | 2,4    | 409 830    | 1,4    | 472 385     | 1,4         | 301 400    | 0,8  |
| Protestants non inclus ailleursNote B | 628 945    | 2,3    | 549 205    | 1,9    |             |             |            |      |
| Église orthodoxe | 387 395    | 1,4    | 495 245    | 1,7    | 550 690     | 1,7         | 623 010    | 1,7  |
| Chrétiens non inclus ailleursNote C | 353 040    | 1,3    | 780 450    | 2,6    | 3 036 780   | 9,2         | 2 760 760  | 7,6  |
| Aucune appartenance religieuse | 3 397 000  | 12,6   | 4 900 095  | 16,5   | 7 850 605   | 23,9        | 12 577 475 | 34,6 |
| Autres religions | 1 093 690  | 4,1    | 1 887 115  | 6,4    | 2 703 200   | 8,1         |            |      |
| Islam | 253 265    | 0,9    | 579 645    | 2,0    | 1 053 945   | 3,2         | 1 775 715  | 4,9  |
| Hindouisme | 157 010    | 0,6    | 297 200    | 1,0    | 497 965     | 1,5         | 828 195    | 2,4  |
| Sikhisme | 147 440    | 0,5    | 278 415    | 0,9    | 454 965     | 1,4         | 771 790    | 2,1  |
| Bouddhisme | 163 415    | 0,6    | 300 345    | 1,0    | 366 830     | 1,1         | 356 975    | 1,0  |
| Judaïsme | 318 185    | 1,2    | 329 990    | 1,1    | 329 495     | 1,0         | 335 295    | 0,9  |
| Spiritualité autochtone traditionnelle |            |        |            |        | 64 935      | 0,2         | 80 685     | 0,2  |
| Autres religions non incluses ailleurs |            |        |            |        | 130 835     | 0,4         | 229 015    | 0,6  |
| Note A Les données de 2011 sont tirées de l'Enquête nationale sur les ménages et sont donc moins précises que celles des années précédentes qui sont tirées des recensements. Note B y compris les personnes qui ont indiqué seulement « Protestant ». Note C y compris les personnes qui ont indiqué seulement « Chrétien » ainsi que ceux qui ont indiqué « Apostolique », « Chrétien regénéré » (Born-Again Christian) et « Évangélique ». |            |        |            |        |             |             |            |      |

## Histoire

### Avant les années 1700
Avant l'arrivée des Européens, les Premières Nations adhéraient à une très grande variété de religions, principalement animistes, variant d'une nation à l'autre. La colonisation française commence au début du XVIIe siècle et apporte une population catholique dans les colonies de l'Acadie et de la Nouvelle-France, incluant un grand nombre de jésuites dans le but de convertir les autochtones.
- Religions autochtones d'Amérique du Nord (avant les Européens) (en)
- Mythologies amérindiennes
- Divinités nord-amérindiennes, Créatures de la mythologie amérindienne
- Acadie (Nouvelle-France) (1604-1713)
- Missions jésuites en Nouvelle-France (1634-1760)
- Missionnaires français en Amérique du Nord
- Martyrs canadiens (1649)
- Kateri Tekakwitha (1656-1680)

### 1710-1880

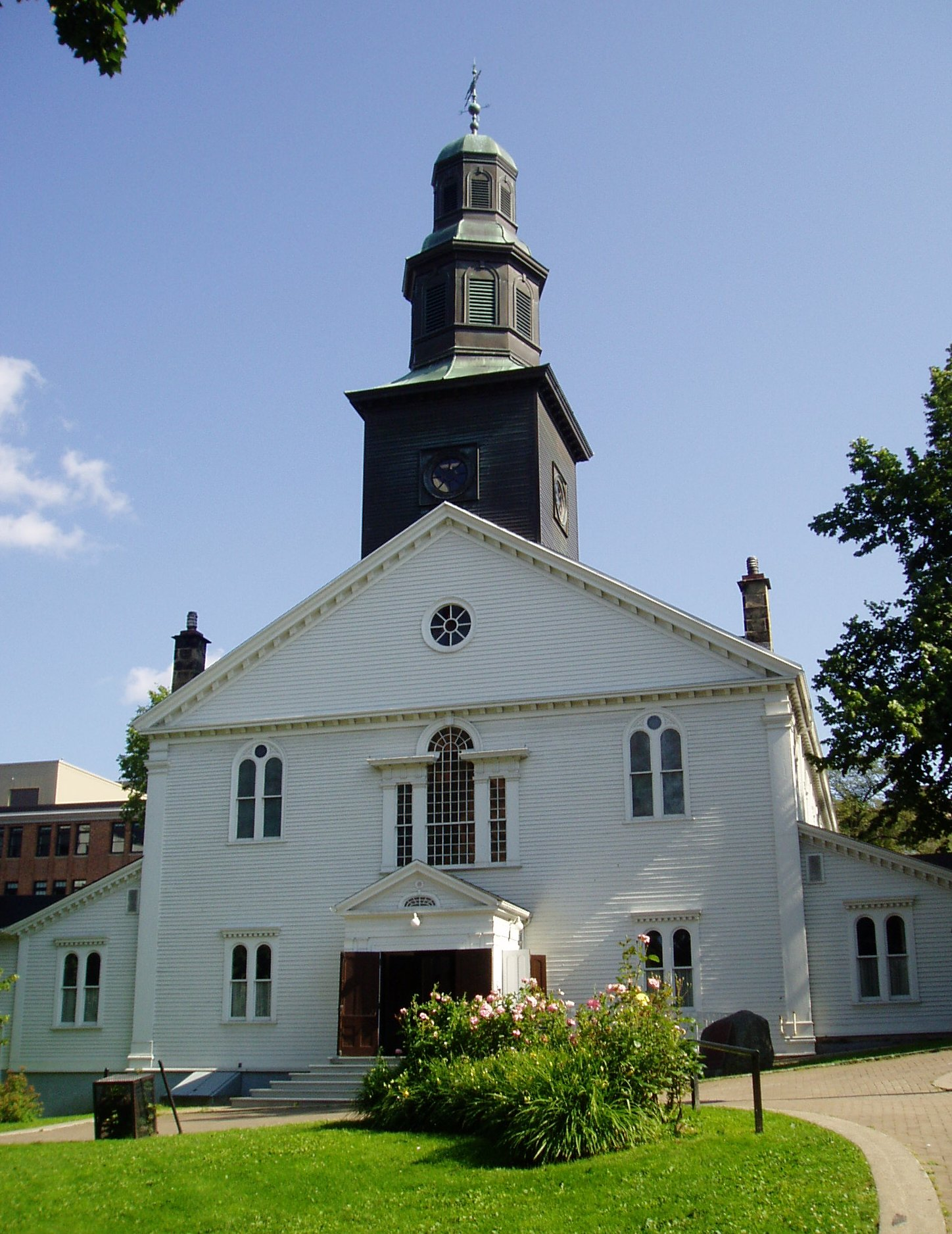
Église Saint-Paul d'Halifax en Nouvelle-Écosse, la plus vieille église anglicane du Canada toujours debout, bâtie en 1750.

Au début du XVIIIe siècle, l'Acadie est conquise par les Britanniques. Le gouvernement britannique a l'intention de coloniser l'endroit afin de réduire le poids démographique des catholiques acadiens. Ne réussissant pas à convaincre suffisamment d'immigrants britanniques à se rendre dans la colonie, il décide d'importer des protestants en provenance de l'Allemagne et de la Suisse afin de peupler la région. Ce groupe fut connu sous le nom de « Protestants étrangers (en) » (Foreign Protestants) qui étaient majoritairement de confession luthérienne.
En 1758, la première assemblée populaire en Nouvelle-Écosse est élue. « Il fut décidé que les lois pénales et électorales alors en vigueur en Grande-Bretagne s’appliqueraient. Ainsi, les catholiques et les Juifs n’avaient pas le droit de voter et ne pouvaient briguer les suffrages, et les députés étaient tenus de prêter les trois serments d’État : le serment d’allégeance au roi d’Angleterre, le serment de suprématie dénonçant le catholicisme et l’autorité papale, et le serment d’abjuration, qui répudiait tous les droits de Jacques II et de ses descendants au trône d’Angleterre »,.
Dans la seconde moitié du XVIIIe siècle, c'est l'ensemble de la Nouvelle-France qui est conquise par les Britanniques. L'intention initiale du gouvernement britannique était de convertir les catholiques au protestantisme. Cependant, ce plan fut abandonné dans la foulée de la révolution américaine. En effet, l'Acte de Québec de 1774 reconnut les droits de l'Église catholique à travers la province de Québec dans le but de garder la loyauté des Canadiens français envers la couronne britannique. D'un autre côté, la révolution américaine déclencha une importante ruée de protestants vers le Canada alors que les loyalistes fuyaient les États-Unis rebelles. Ces derniers s'établirent en grand nombre dans le Haut-Canada et dans les provinces maritimes. Ils étaient protestants, à majorité anglicane, mais comprenaient également beaucoup de presbytériens et de méthodistes.
Au début du XIXe siècle, dans les provinces maritimes et le Haut-Canada, l'Église anglicane avait la même position officielle qu'elle avait en Grande-Bretagne. Ceci causait des tensions au sein de la population des colonies puisqu'une grande partie de celle-ci n'était pas de confession anglicane. En effet, une immigration accrue en provenance d'Écosse créa une importante communauté presbytérienne qui exigea l'égalité des droits aux côtés d'autres groupes. Ceci fut d'ailleurs une cause importante de la rébellion du Haut-Canada en 1837. Avec l'arrivée du gouvernement responsable, le monopole anglican fut terminé.
Au Bas-Canada, l'Église catholique était officiellement prééminente et occupait un rôle central dans la culture et la politique de la colonie. Contrairement aux colonies anglophones, le nationalisme canadien-français devint intimement lié avec le catholicisme. Durant cette période, l'Église catholique dans la région devint l'une des plus réactionnaires au monde. Sous ce mouvement ultramontain, l'Église catholique adopta des positions condamnant toutes formes de libéralisme, poussant mêmes les papes très conservateurs de l'époque à lui reprocher son extrémisme.[réf. nécessaire]
En politique, ceux alignés avec le clergé catholique au Québec étaient appelés « les bleus ». Ils formèrent une alliance curieuse avec les anglicans pro-britanniques et fortement monarchistes (souvent membres de l'ordre d'Orange) pour former la base du Parti conservateur du Canada. De son côté, le Parti réformiste, qui est plus tard devenu le Parti libéral, était surtout composé de Canadiens français anticléricaux, appelés « les rouges », et les groupes protestants non anglicans. À cette époque, avant les élections, les curés de paroisse livraient des sermons à leurs ouailles pour les avertir que « le ciel est bleu, l'enfer est rouge ».

### 1880-1960
Vers la fin du XIXe siècle, le pluralisme protestant s'était enraciné au Canada anglais. Même si une grande partie de l'élite demeurait anglicane, d'autres groupes étaient devenus également importants. Toronto comprenait la plus grande communauté méthodiste au monde, ce qui lui valut le surnom de « Rome méthodiste ». Les écoles et universités créées à cette époque reflétaient ce pluralisme avec chaque confession établissant sa propre école majeure. King's College, qui est plus tard devenu l'université de Toronto, fut fondé comme une école non-confessionnelle.
À la fin du XIXe siècle également, un grand changement commença à s'opérer dans les tendances d'immigration au Canada. De grands nombres d'Irlandais et d'immigrants du Sud de l'Europe créaient de nouvelles communautés catholiques au Canada anglais. Le peuplement de l'Ouest canadien amena un grand nombre d'immigrants orthodoxes en provenance d'Europe de l'Est, et des immigrants mormons et pentecôtistes des États-Unis. C'est également le cas de Juifs fuyant les pogroms de Russie, de Pologne et de Roumanie,.
La domination de la société canadienne par les éléments protestants et catholiques perdura durant le XXe siècle. Jusque dans les années 1960, la plupart des régions du Canada avaient des lois du « jour du Seigneur » qui limitait ce qu'on avait le droit de faire le dimanche. L'élite canadienne-anglaise était encore dominée par les protestants ; les juifs et les catholiques étaient souvent exclus. Un processus de libéralisation commença après la Seconde Guerre mondiale au Canada anglais. Les lois ouvertement chrétiennes furent éliminées, incluant celles contre l'homosexualité. Les politiques favorisant l'immigration chrétienne furent également abolies.

### Révolution tranquille
Pour un article plus général, voir Révolution tranquille.
Le changement le plus important au niveau de la religion au Canada s'opéra au Québec dans les années 1960. En effet, en 1950, la province était toujours une des régions les plus catholiques du monde. Le taux de fréquentation de la messe demeurait extrêmement élevé, les livres mis à l'Index étaient difficiles à trouver, et le système d'éducation était contrôlé en grande partie par l'Église.[réf. nécessaire] Après la Révolution tranquille qui commença dans les années 1960, cette situation se transforma [précision nécessaire]. Bien que la majorité des Québécois se disent toujours catholiques, le taux de fréquentation de l'église est aujourd'hui le plus bas en Amérique du Nord[réf. nécessaire]. Les relations de droit commun, l'avortement et l'appui au mariage homosexuel sont tous beaucoup plus répandus au Québec que dans le reste du Canada.[réf. nécessaire]
Le reste du Canada a connu une transition similaire, quoique beaucoup moins extrême. L'Église unie du Canada, la plus importante église protestante du pays, est une des Églises protestantes majeures les plus libérales du monde. Elle pratique et défend farouchement le mariage et l'ordination des homosexuels, ainsi que l'ordination des femmes.[réf. nécessaire]
De plus, un fort courant de protestantisme évangélique existe hors du Québec. Les groupes les plus importants[Lesquels ?] se retrouvent dans l'Ouest canadien, particulièrement dans les régions rurales de l'Alberta, du Sud du Manitoba et de l'intérieur sud et de la région de la vallée du Fraser de la Colombie-Britannique. Il y a également une forte population évangélique dans les régions rurales du Sud et de l'Est ontariens à l'extérieur de la grande région de Toronto et les parties rurales des provinces maritimes.
Dans ces régions, la culture est plus conservatrice, comparable à ce qu'on retrouve dans certaines régions des États-Unis, et les sujets comme le mariage homosexuel, l'avortement et les unions libres sont beaucoup moins populaires. Ce mouvement s'est considérablement amplifié au cours des dernières années, bien que le nombre total de chrétiens évangéliques demeure de loin inférieur à ce qu'on retrouve aux États-Unis[réf. nécessaire]. Il se trouve très peu d'évangéliques au Québec et dans les grandes régions urbaines du Canada qui sont extrêmement séculières.[réf. nécessaire]

## Religions abrahamiques
Pour un article plus général, voir Religion abrahamique.

### Bahaïsme
Pour un article plus général, voir Bahaïsme.

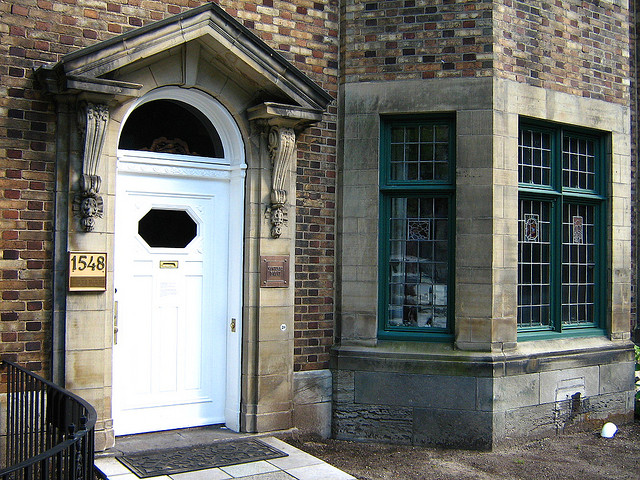
Lieu saint baha'i à Montréal.

La communauté canadienne est l'une des premières communautés baha’ies occidentales. Elle a d'abord partagé une Assemblée spirituelle nationale conjointe avec les États-Unis et elle est une co-récipiente des Tablettes du plan divin (en) d'`Abdu'l-Bahá. La première femme nord-américaine à se déclarer baha’ie fut Kate C. Ives, une Canadienne d'origine qui ne vivait pas au Canada à ce moment. La famille Magee est créditée pour avoir apporté la foi baha’ie au Canada. En effet, Edith Magee s'est convertie au bahaïsme en 1898 à Chicago, mais elle retourna vivre à London en Ontario où quatre autres femmes de sa famille se sont également converties. La prédominance des femmes est devenue une caractéristique au sein de la communauté baha’ie canadienne.

### Christianisme
Pour un article plus général, voir Christianisme.
Les chrétiens représentent la majorité des Canadiens. L'Église catholique romaine représente la majorité de ceux-ci, mais d'autres Églises chrétiennes sont également présentes au Canada. L'Église unie du Canada est la plus grande Église protestante du pays et la seconde plus grande Église canadienne après l'Église catholique romaine. Elle est suivie par l'Église anglicane du Canada.
La concentration des groupes chrétiens mineurs varie de façon importante selon la région du pays. Les provinces maritimes ont un très grand nombre de luthériens. La population des Prairies canadiennes incluent des groupes adhérant aux Églises catholiques orientales et à l'Église orthodoxe ukrainienne ainsi que des communautés mennonites, hutterites et mormones.
La majorité des Églises chrétiennes canadiennes font partie du Conseil canadien des Églises. En fait, celui-ci regroupe 85 % des chrétiens canadiens et comprend en tout 25 Églises de confessions et de traditions anglicanes, évangéliques, orthodoxes (des trois et des sept conciles), protestantes et catholiques (des rites latin et oriental).

#### Catholicisme
L'Église catholique est la plus grande confession religieuse au Canada, regroupant environ 44 % de la population du pays selon le recensement de 2001. Elle comprend toutes les Églises en communion avec le pape. Ce dernier est représenté par la nonciature apostolique au Canada qui est située à Ottawa. L'ensemble des Églises catholiques du Canada sont placées sous l'autorité du primat canadien qui est l'archevêque de Québec. Actuellement, le Primat du Canada est Gérald Cyprien Lacroix. L'Église catholique canadiennes est aussi sous la juridiction de la Conférence des évêques catholiques du Canada.
En plus de l'Église latine, les Églises catholiques présentes au Canada incluent l'Église catholique chaldéenne assyrienne, l'Église catholique grecque, l'Église maronite, l'Église melkite et l'Église catholique ukrainienne. Les formes du rite romain célébrées au Canada incluent également l'usage anglican et la forme extraordinaire du rite romain.

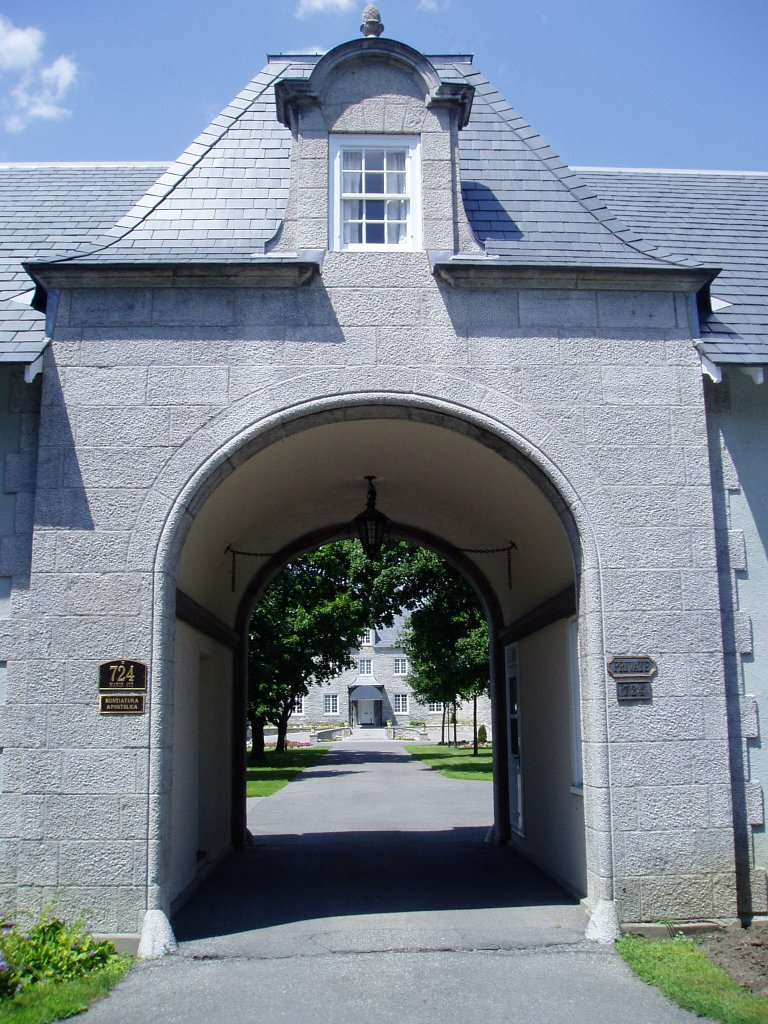
Nonciature apostolique au Canada (Ottawa).

##### Église latine
Pour un article plus général, voir Église latine.
Le rite romain est le rite liturgique plus répandu au sein de l'Église catholique du Canada. L'Église latine au Canada est composée de 18 provinces ecclésiastiques qui correspondent aux archidiocèses en plus de l'archidiocèse de Winnipeg qui ne fait partie d'aucune province ecclésiastique et dépend directement du Saint-Siège. Elle comprend également l'ordinariat militaire canadien, la prélature personnelle de la Sainte-Croix et Opus Dei et l'ordinariat personnel de la chaire de Saint-Pierre.

###### Église anglicane catholique du Canada
L'Église anglicane catholique du Canada est un membre fondateur de la Communion anglicane traditionnelle et ses paroisses sont sous l'ordinariat personnel de la chaire de Saint-Pierre. En effet, ses paroisses ont déjà été anglicanes, mais ont décidé de rejoindre l'Église catholique tout en conservant leurs traditions anglicanes.
L'Église anglicane catholique du Canada a des paroisses dans huit des dix provinces du pays.

##### Églises catholiques orientales
Pour un article plus général, voir Églises catholiques orientales.

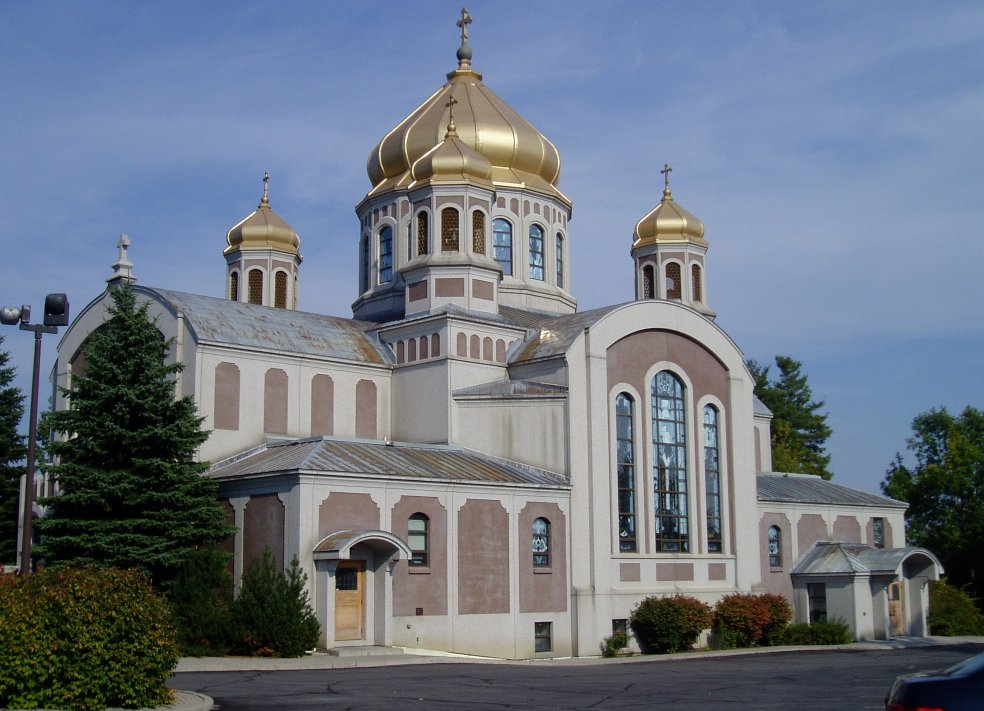
Église Saint-Jean-le-Baptiste de l'Église grecque-catholique ukrainienne à Ottawa.

Les Églises catholiques orientales sont présentes à l'échelle du pays, mais sont plus répandues dans l'Ouest canadien. L'Église grecque-catholique ukrainienne est la plus grande de ces Églises catholiques au Canada. Son siège est l'archéparchie catholique ukrainienne de Winnipeg et elle comprend quatre autres éparchies. Les autres Églises catholiques orientales présentes au Canada sont l'Église catholique arménienne, l'Église grecque-catholique melkite, l'Église maronite, l'Église catholique chaldéenne, l'Église grecque-catholique slovaque, l'Église catholique syriaque, l'Église catholique syro-malabare et l'Église catholique syro-malankare.

#### Églises orthodoxes
Pour un article plus général, voir Église orthodoxe.
Les Églises orthodoxes chrétiennes présentes au Canada incluent l'Église orthodoxe d'Antioche, l'Église apostolique arménienne, l'Église orthodoxe bulgare, l'Église copte orthodoxe, l'Église éthiopienne orthodoxe, l'Église orthodoxe grecque, l'Église orthodoxe macédonienne, l'Église orthodoxe roumaine, l'Église orthodoxe russe, l'Église orthodoxe serbe, l'Église syriaque orthodoxe et l'Église orthodoxe ukrainienne.

##### Église orthodoxe en Amérique
Pour un article plus général, voir Église orthodoxe en Amérique.
L'Église orthodoxe en Amérique est une autocéphalie de l'Église orthodoxe qui a juridiction sur le Canada et les États-Unis. Elle a reçu son statut d'autocéphalie du patriarcat de Moscou et de toute la Russie en 1970, mais celui-ci n'est pas reconnu par toutes les Églises de la Communion orthodoxe.
Son primat porte le titre d'« archevêque de Washington et de New York, métropolite de toute l'Amérique et du Canada ». Au Canada, elle est organisée sous l'archidiocèse du Canada. Ce dernier comprend des paroisses et des missions dans huit provinces et territoires du pays. Elle est de rite byzantin.

##### Église orthodoxe ukrainienne du Canada

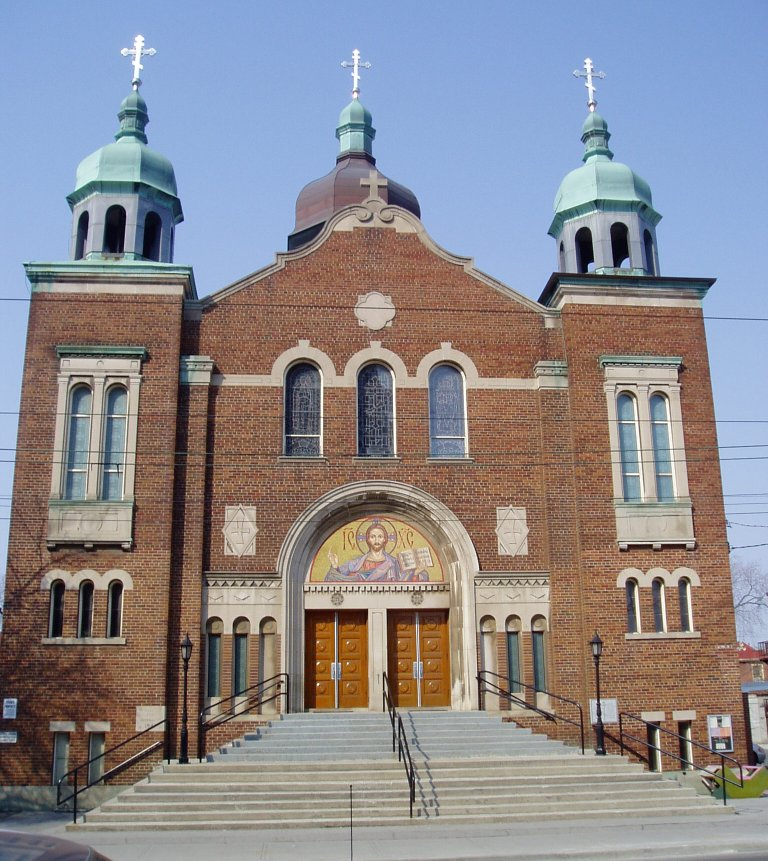
Cathédrale orthodoxe ukrainienne St Volodymyr's à Toronto.

L'Église orthodoxe ukrainienne du Canada est autonome, mais elle est rattachée canoniquement au patriarcat œcuménique de Constantinople. Son métropolite est l'archevêque de Winnipeg. Elle est de rite byzantin.

##### Église orthodoxe serbe aux États-Unis et au Canada
L'Église orthodoxe serbe aux États-Unis et au Canada est rattachée au patriarcat de Serbie.

#### Protestantisme
Pour un article plus général, voir Protestantisme.
L'Alliance évangélique du Canada est fondée en 1964 à Toronto ,,. En 2017, elle comptait 42 confessions chrétiennes évangéliques.

##### Baptisme
Pour un article plus général, voir Baptisme au Canada.

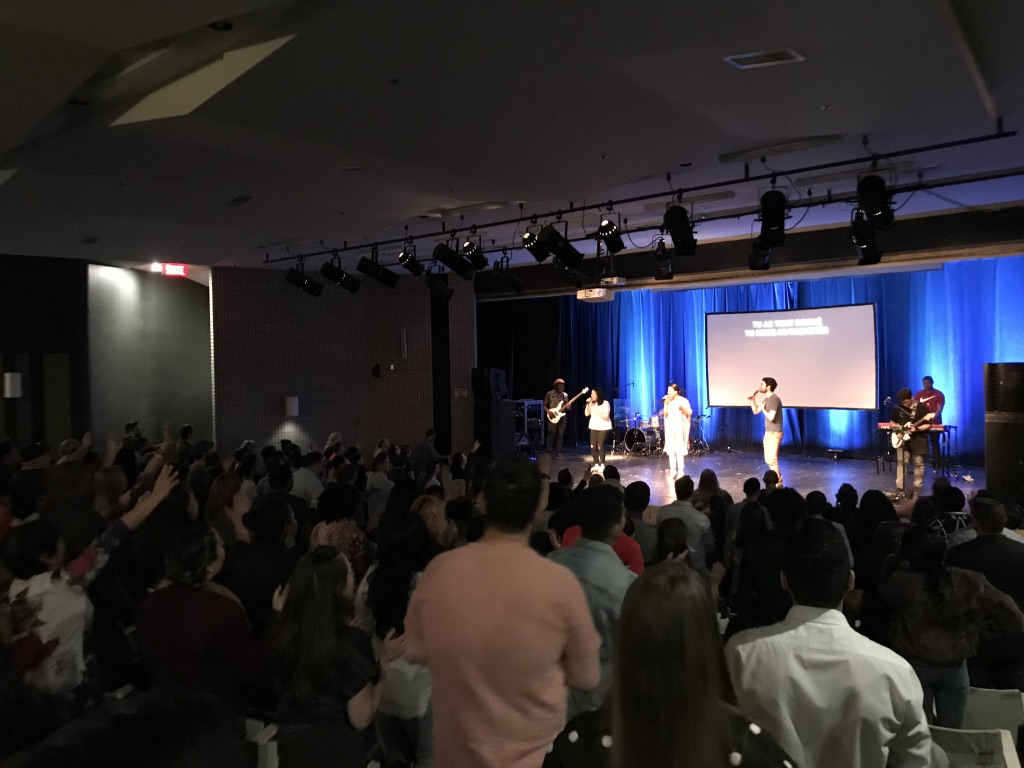
Service à La Chapelle de Montréal.

Les missionnaires baptistes ont commencé leur travail au Canada sur la côte atlantique dans les années 1760. La première église baptiste officielle au Canada est celle de Wolfville en Nouvelle-Écosse, fondée le 29 octobre 1778 ,. Les Ministères baptistes canadiens ont été fondés en 1944.

##### Pentecôtisme

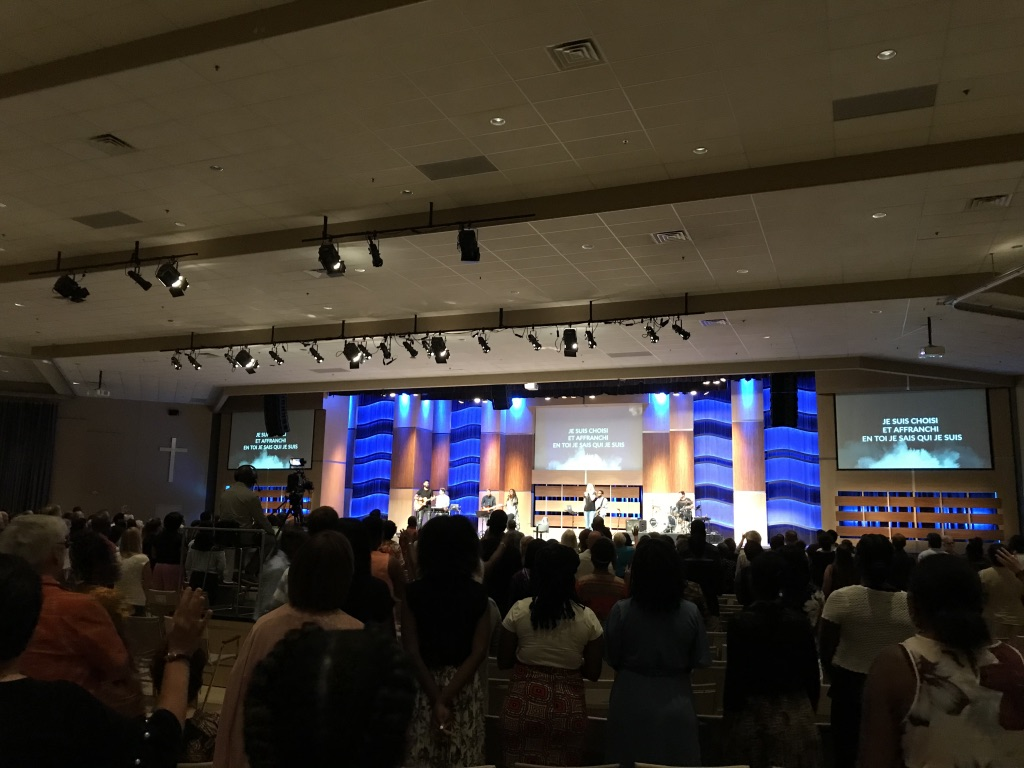
Service à l’Église Nouvelle Vie de Longueuil.

Suivant le réveil pentecôtiste de 1906, les Assemblées de la pentecôte du Canada sont implantées au Canada par les Assemblées de Dieu des États-Unis, fondées en 1914. Les ADPC sont officiellement formées en 1919 avec le regroupement de 33 églises pentecôtistes,,,.

##### Huttérisme
Pour un article plus général, voir Huttérisme.

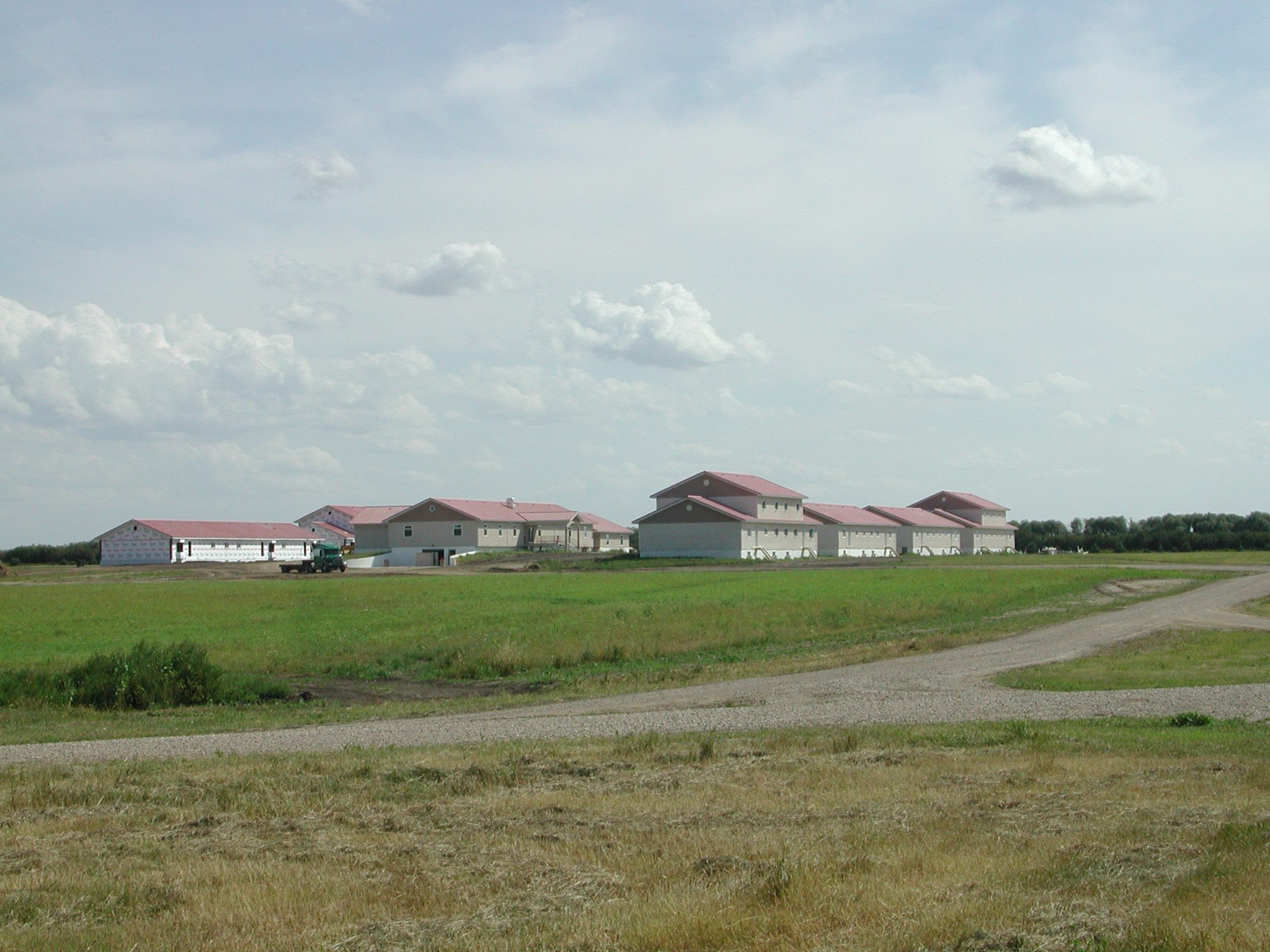
Colonie huttérite au Manitoba.

Au milieu des années 1870, les huttérites déménagèrent de l'Europe au Territoire du Dakota aux États-Unis afin de fuir les persécutions dont ils étaient victimes. Durant la Première Guerre mondiale, les huttérites ont été victimes de persécutions aux États-Unis parce qu'ils parlaient allemand et qu'ils refusaient le service militaire,. Ils ont alors déménagé presque toutes leurs communautés au Canada dans les provinces de l'Alberta et du Manitoba en 1918. Dans les années 1940, il y avait 52 colonies huttérites au Canada.
De nos jours, plus de 75 % des colonies huttérites du monde sont situées au Canada, principalement en Alberta, en Saskatchewan et au Manitoba ; les autres sont presque exclusivement situées aux États-Unis. La population huttérite en Amérique du Nord est d'environ 45 000 personnes.

##### Mennonitisme
Pour un article plus général, voir Mennonitisme.
Les premiers mennonites sont arrivés au Canada en 1786 de la Pennsylvanie aux États-Unis, mais ils ont été suivis de mennonites arrivant directement de l'Europe. En 2018, l'Église mennonite du Canada compterait 203 églises et 26 000 membres baptisés.

##### Église anglicane du Canada

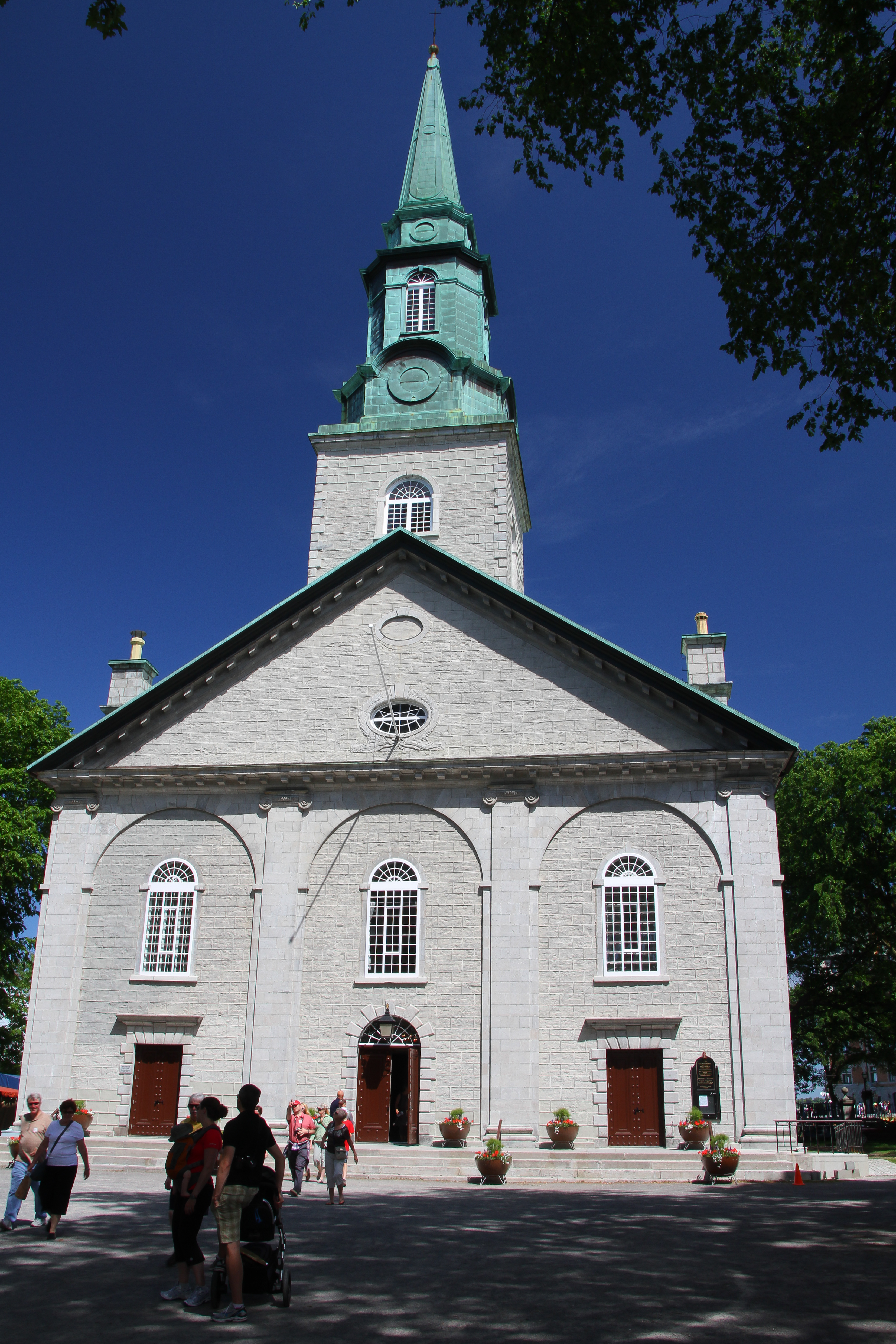
Cathédrale de la Sainte-Trinité de Québec, Québec (anglican).

L'Église anglicane du Canada est la seule Église canadienne appartenant à la Communion anglicane. Il s'agit de la troisième Église chrétienne en importance selon le nombre de fidèles au Canada. Selon le recensement de 2001, il y a 2 035 500 anglicans au Canada.

##### Église presbytérienne du Canada
L'Église presbytérienne du Canada est surtout présente en Nouvelle-Écosse. Elle comprend environ 400 000 membres. Une majorité de ses membres se sont joints à l'Église unie du Canada en 1925.

##### Église unie du Canada

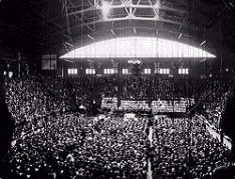
Messe d'inauguration de l'Église unie du Canada à Toronto en 1925.

L'Église unie du Canada est la plus grande Église protestante au Canada. Elle fait partie de la Communion mondiale d'Églises réformées. Elle est née de la fusion de l'Église méthodiste du Canada, de l'Union congrégationelle de l'Ontario et du Québec, des trois quarts de l'Église presbytérienne du Canada ainsi que de l'Association locale des Églises de l'Union en 1925. Par la suite d'autres Églises et paroisses indépendantes s'y sont jointes dont la conférence canadienne de l'Evangelical United Brethren Church (en) en 1968.

##### Luthéranisme
Pour un article plus général, voir Luthéranisme.
L'Église évangélique luthérienne au Canada est la plus grande dénomination luthérienne au Canada. Elle fait partie de la Fédération luthérienne mondiale. La seconde plus grande dénomination luthérienne au Canada est l'Église luthérienne-Canada. Ensemble, elles ont plus de 200 000 membres.

#### Restaurationnisme
Pour un article plus général, voir Restaurationnisme (christianisme).

##### Église de Jésus-Christ des saints des derniers jours

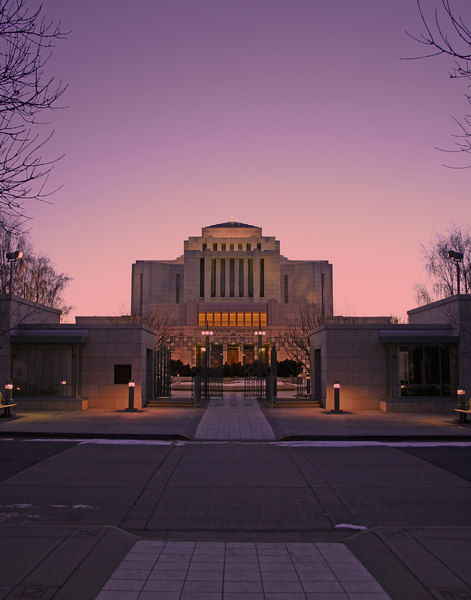
Le temple de Cardston en Alberta, le plus vieux temple mormon à l'extérieur des États-Unis.

Pour un article plus général, voir Église de Jésus-Christ des saints des derniers jours.
L'Église de Jésus-Christ des saints des derniers jours, ou le mormonisme, a une présence au Canada depuis son organisation dans l'État de New York aux États-Unis en 1830. Le premier pieu canadien de l'Église de Jésus-Christ des saints des derniers jours a été fondé en 1895 en ce qui est maintenant l'Alberta ; il s'agit du premier pieu mormon à être fondé à l'extérieur des États-Unis. Le Canada a été utilisé en tant que terre de refuge par les mormons fuyant les persécutions anti-polygynes aux États-Unis.
En 2011, il y avait environ 200 000 membres de l'Église de Jésus-Christ des saints des derniers jours au Canada. Celle-ci a des congrégations dans tous les provinces et territoires canadiens et possède au moins un temple dans six des dix provinces. L'Alberta est la province avec la plus grande population mormone, comprenant environ 40 % des mormons canadiens et représentant 2 % de la population totale de la province, suivie par l'Ontario et la Colombie-Britannique.

##### Témoins de Jéhovah
Pour un article plus général, voir Témoins de Jéhovah.

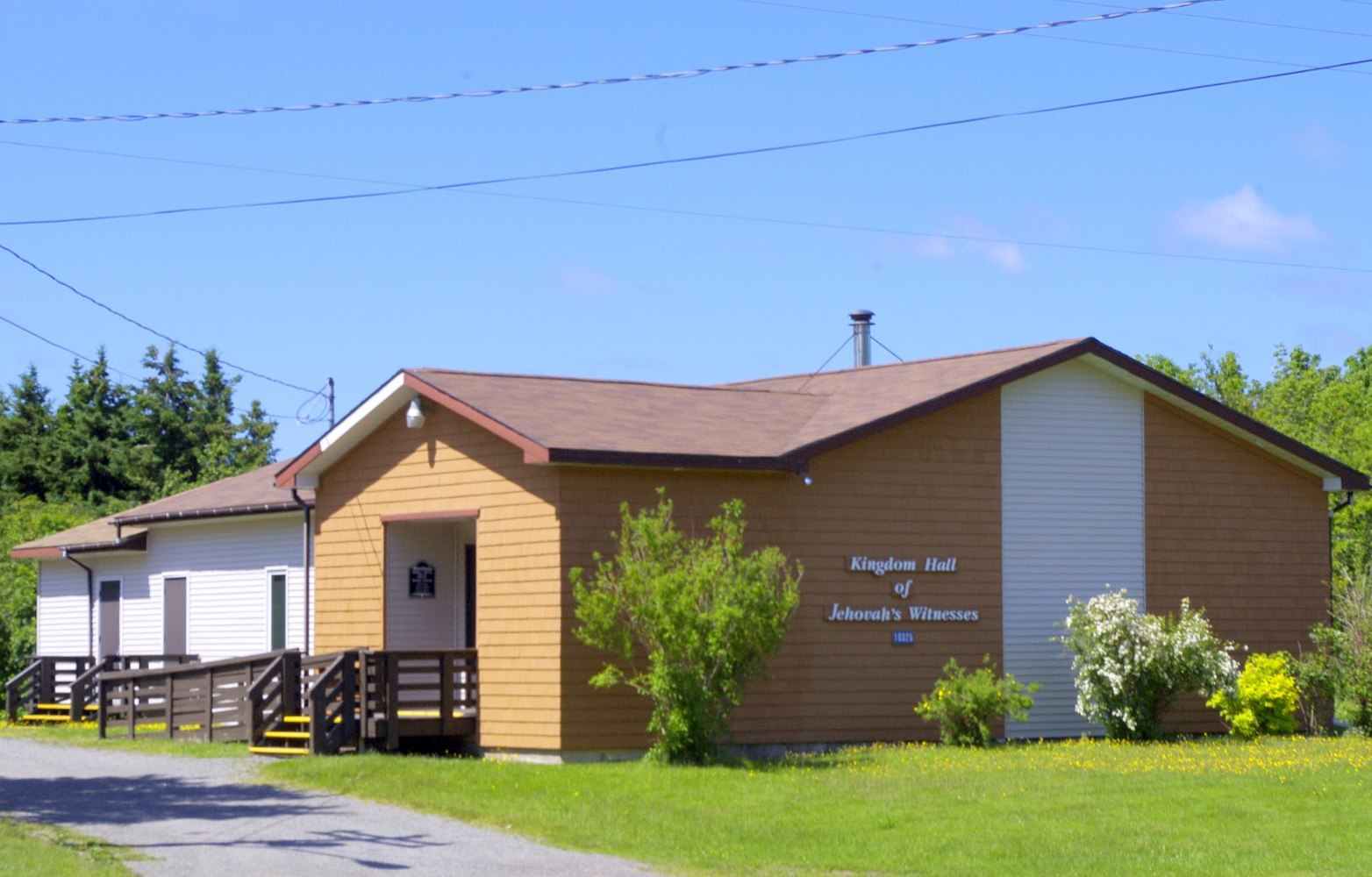
Salle des Témoins de Jéhovah de Chéticamp.

Les témoins de Jéhovah sont présents au Canada depuis les années 1880. Ils ont subi des persécutions au cours des deux guerres mondiales ; leur littérature a été mise à l'index en 1918 et ils ont été déclarés illégaux de 1941 à 1943. Les persécutions les plus marquantes ont eu lieu au Québec après la Seconde Guerre mondiale.
De nos jours, il y a plus de 100 000 témoins de Jéhovah au Canada. Selon les recensements de Statistiques Canada, le nombre de témoins de Jéhovah au pays a chuté de 8 % entre 1991 et 2001.

### Islam

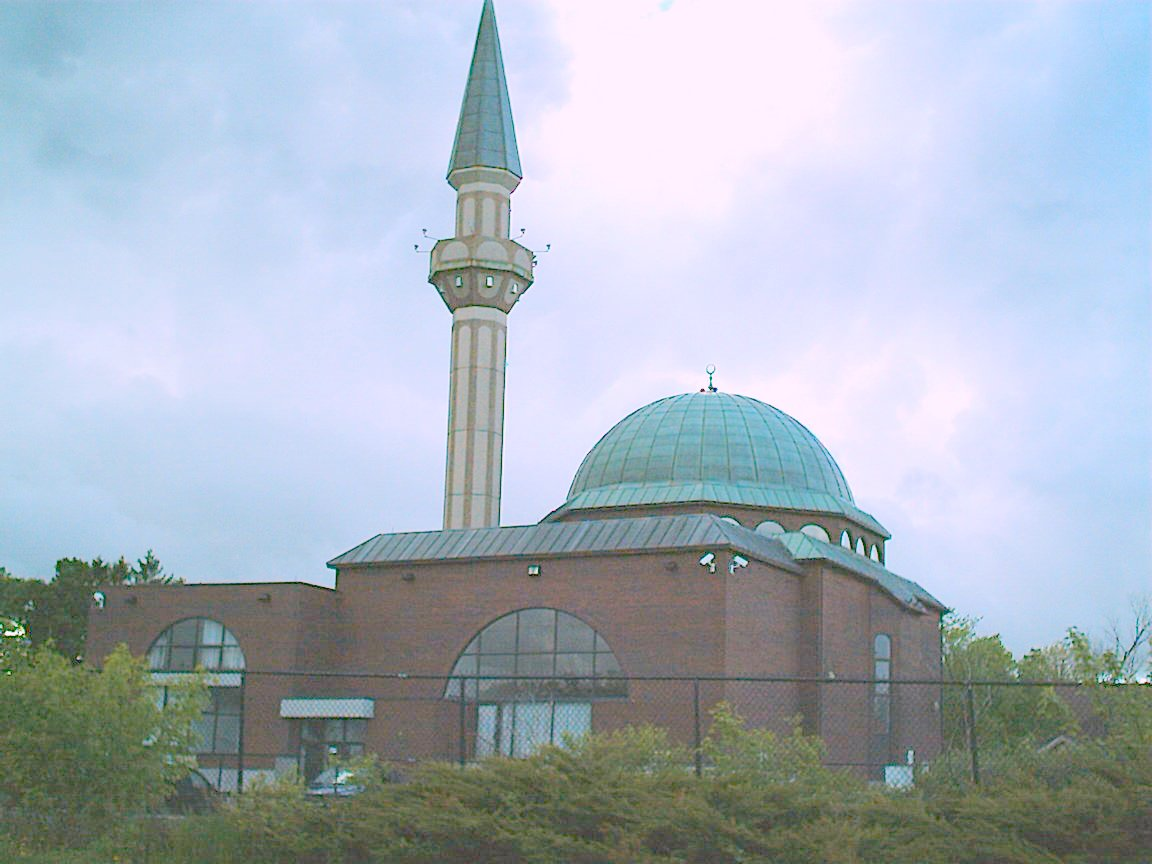
Une mosquée à Ottawa.

L'islam est présent au Canada depuis la création du pays. En effet, lors du premier recensement suivant la création de la Confédération canadienne effectué en 1871, il y avait 13 musulmans parmi la population canadienne.
La première mosquée canadienne a été construite en 1938 à Edmonton en Alberta. Néanmoins, les musulmans demeurèrent une très petite minorité au sein du Canada jusqu'à la fin des années 1960 où le gouvernement canadien modifia sa politique d'immigration afin de retirer la préférence pour les immigrants européens.
Depuis, la population musulmane canadienne est en croissance tant en nombre absolu qu'en pourcentage de la population du pays. La majorité des musulmans canadiens sont de dénomination sunnite suivis par les chiites. Il y a également une minorité ahmadie.
La grande majorité des musulmans du Québec résident dans la grande région métropolitaine de Montréal.

### Judaïsme

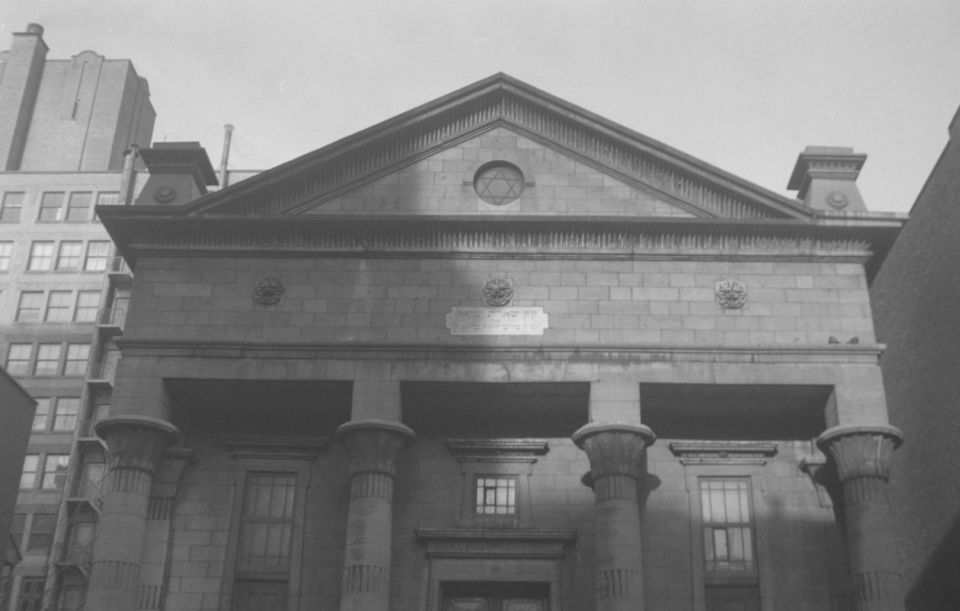
Synagogue hispano-portugaise Shearith Israël fondée à Montréal en 1768.

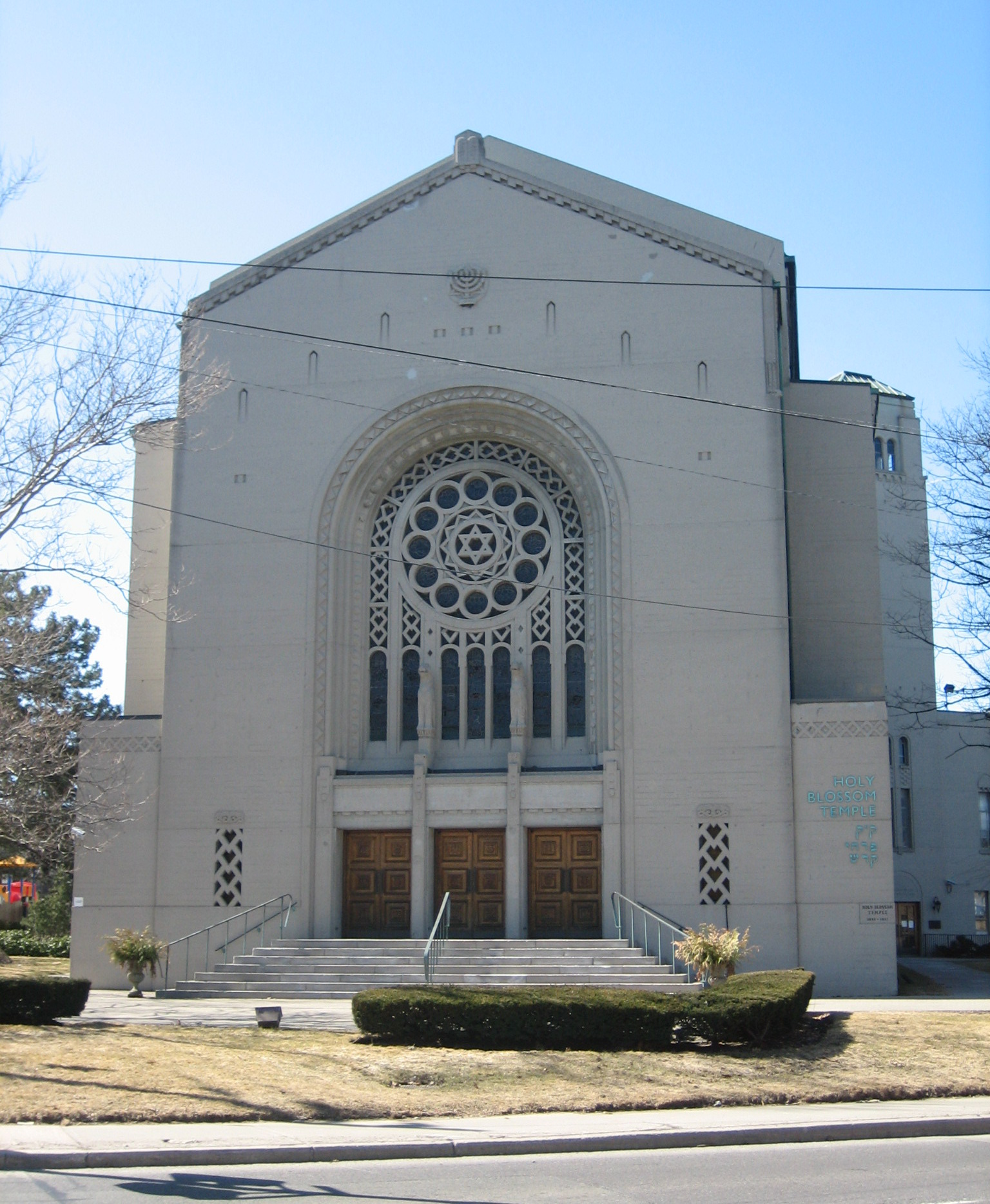
Le temple juif Holy Blossom à Toronto.

Il existe une présence juive au Canada depuis les débuts de la colonisation européenne. Aaron Hart (1724-1800) est considéré comme étant le père de la communauté juive canadienne. Il était un officier d'un régiment britannique du général Jeffrey Amherst lors de sa prise de Montréal en 1760.
La première synagogue canadienne, appelée Shearith Israël, a été construite en 1768 à Montréal. En 1807, son fils Ezekiel Hart devient le premier Juif à occuper une position officielle au sein de l'Empire britannique lorsqu'il a été élu à la Chambre d'assemblée du Bas-Canada,. Il en est ensuite expulsé à cause de sa religion (notamment l'« invalidité » de son serment) puis réélu plus tard à deux reprises,,. Grâce en partie à son travail, une loi est adoptée en 1832 garantissant aux Juifs les mêmes droits et libertés en politique que les chrétiens.
Dans les années 1880, la population juive canadienne a connu une croissance à la suite des pogroms et de l'antisémitisme en Russie. Par la suite, l'immigration juive a continué jusqu'à la Première Guerre mondiale. En effet, la politique d'immigration du gouvernement canadien a été modifiée à la suite de la guerre donnant une préférence aux immigrants britanniques et des autres pays protestants. À la fin des années 1940, près de 40 000 juifs survivants de la Shoah ont pu s'installer au Canada.
De nos jours, la communauté juive canadienne est la sixième plus grande au monde. La majorité des Juifs canadiens habitent en Ontario et au Québec, la ville de Toronto ayant la plus grande communauté au pays.
- Liste de synagogues au Québec

## Religions indiennes
Pour un article plus général, voir Religion en Inde.

### Bouddhisme

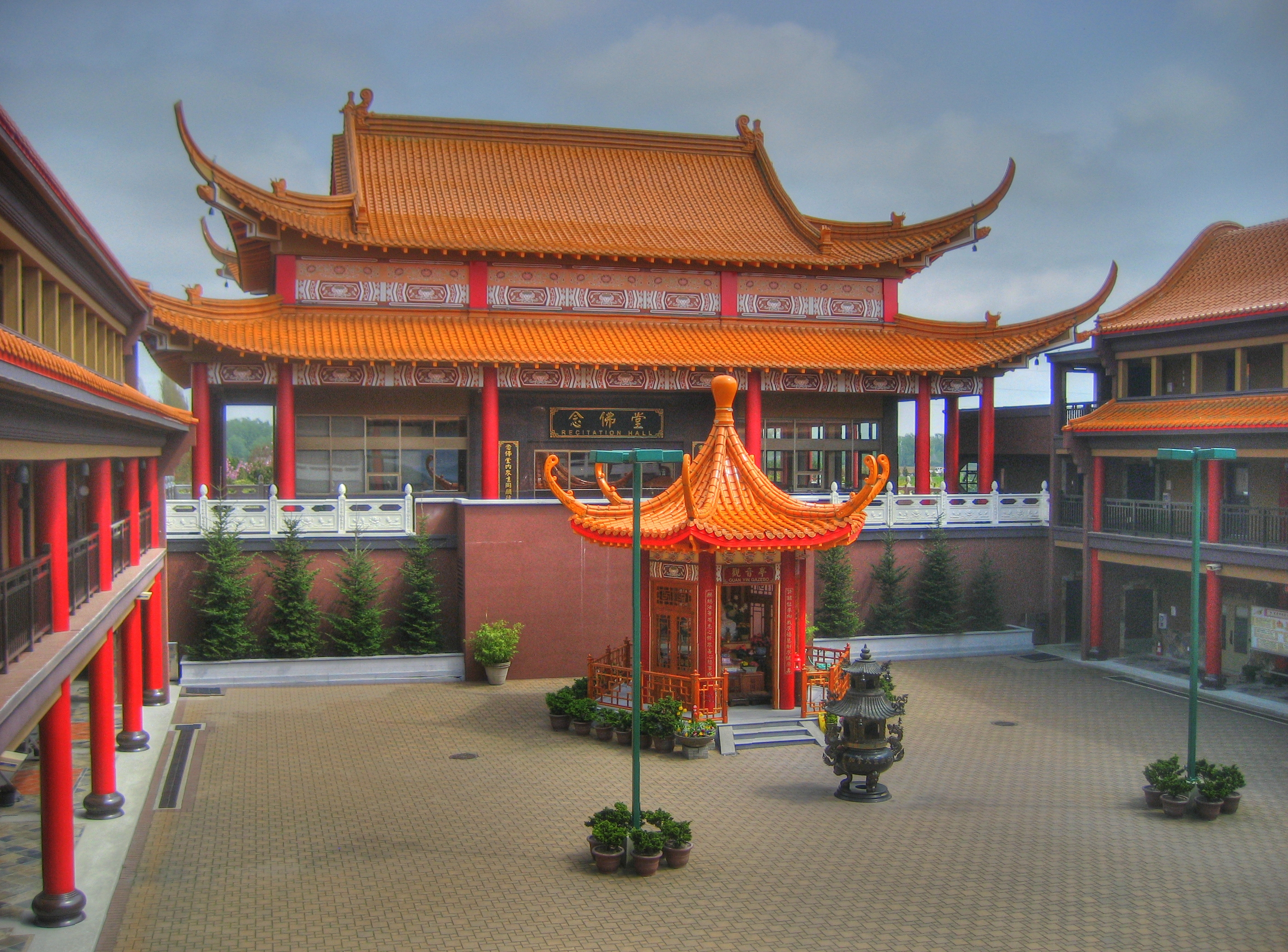
Temple bouddhiste à Richmond en Colombie-Britannique.

Le bouddhisme est présent au Canada depuis un siècle, mais il a commencé à croître davantage au cours des dernières années. Il est arrivé au pays avec les travailleurs chinois et japonais au XIXe siècle. Le premier temple bouddhiste japonais au Canada a été construit à Vancouver en 1905.
Avec les années, la branche bouddhiste du Jōdo shinshū est devenue la plus répandue au Canada. Selon le recensement de 2001, il y a environ 300 346 bouddhistes au Canada.

### Hindouisme
Pour un article plus général, voir Hindouisme.

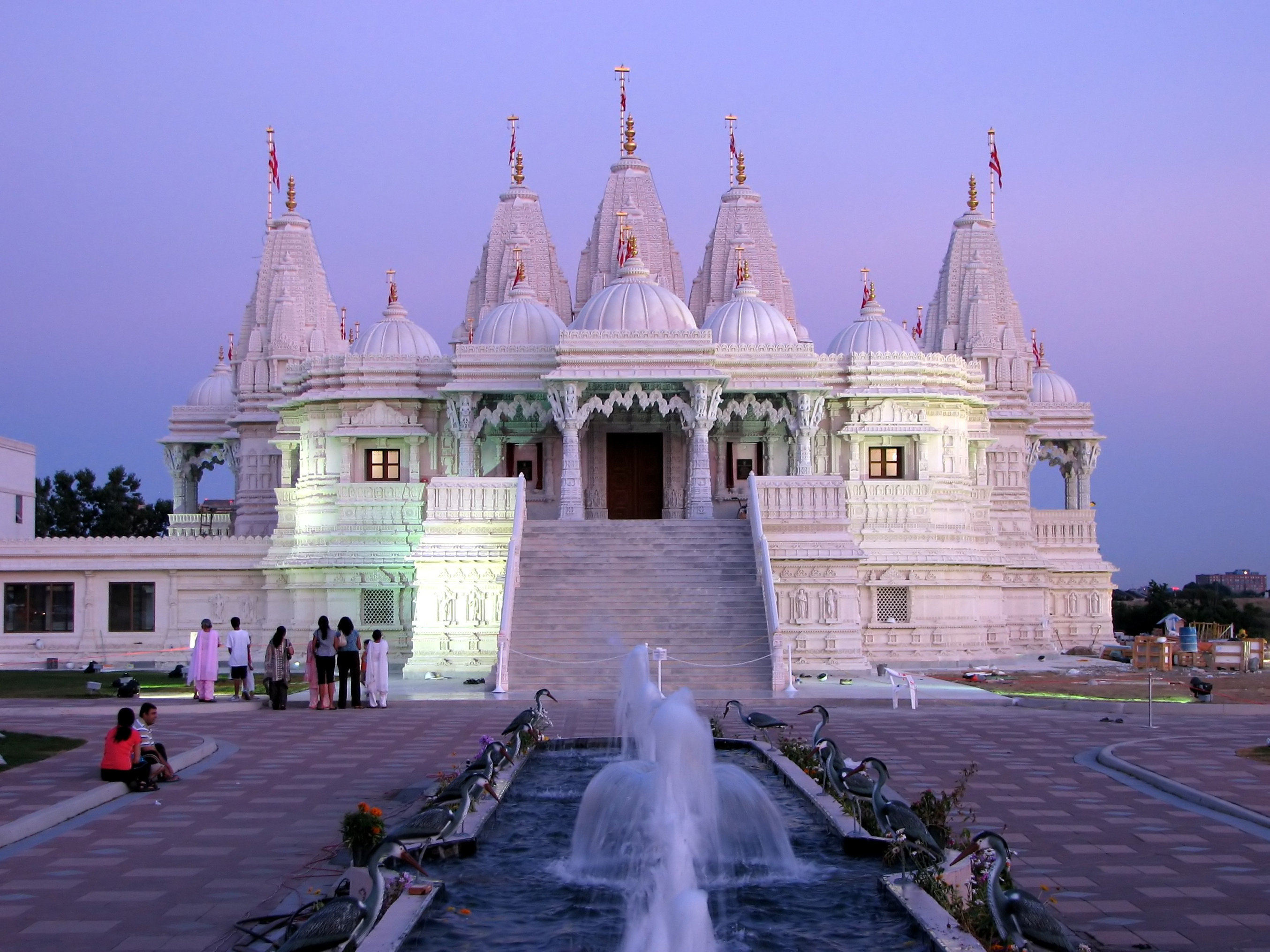
Temple hindou à Toronto.

L'hindouisme est arrivé au Canada il y a un siècle avec l'arrivée d'immigrants indiens en Colombie-Britannique. Des hindous de toutes les régions de l'Inde et du Népal ont immigré au Canada, mais les sous-groupes les plus représentés sont les Gujaratis et les Punjabis (en). D'autres hindous ont immigré du Sri Lanka à partir du début des années 1940, mais un exode plus important est survenu à la suite des émeutes de 1983 poussant plusieurs Tamouls sri lankais à venir s'établir au Canada. L'hindouisme au Canada inclut aussi beaucoup de convertis à la suite du mouvement de l'association internationale pour la conscience de Krishna.
Selon le recensement de 2001, il y a environ 297 200 hindous au Canada. La majorité des hindous canadiens habitent en Ontario, au Québec et en Colombie-Britannique, principalement dans les centres métropolitains.

### Jaïnisme
Le jaïnisme arrive au Canada au XIXe siècle. Il compterait 40 000 fidèles dans les années 2020 : jaïnisme au Canada (en).
Le premier temple jaïnique canadien est construit en 1988 à Toronto.
Les deux branches, Digambara et Shvetambara, sont présentes au Canada.

### Sikhisme

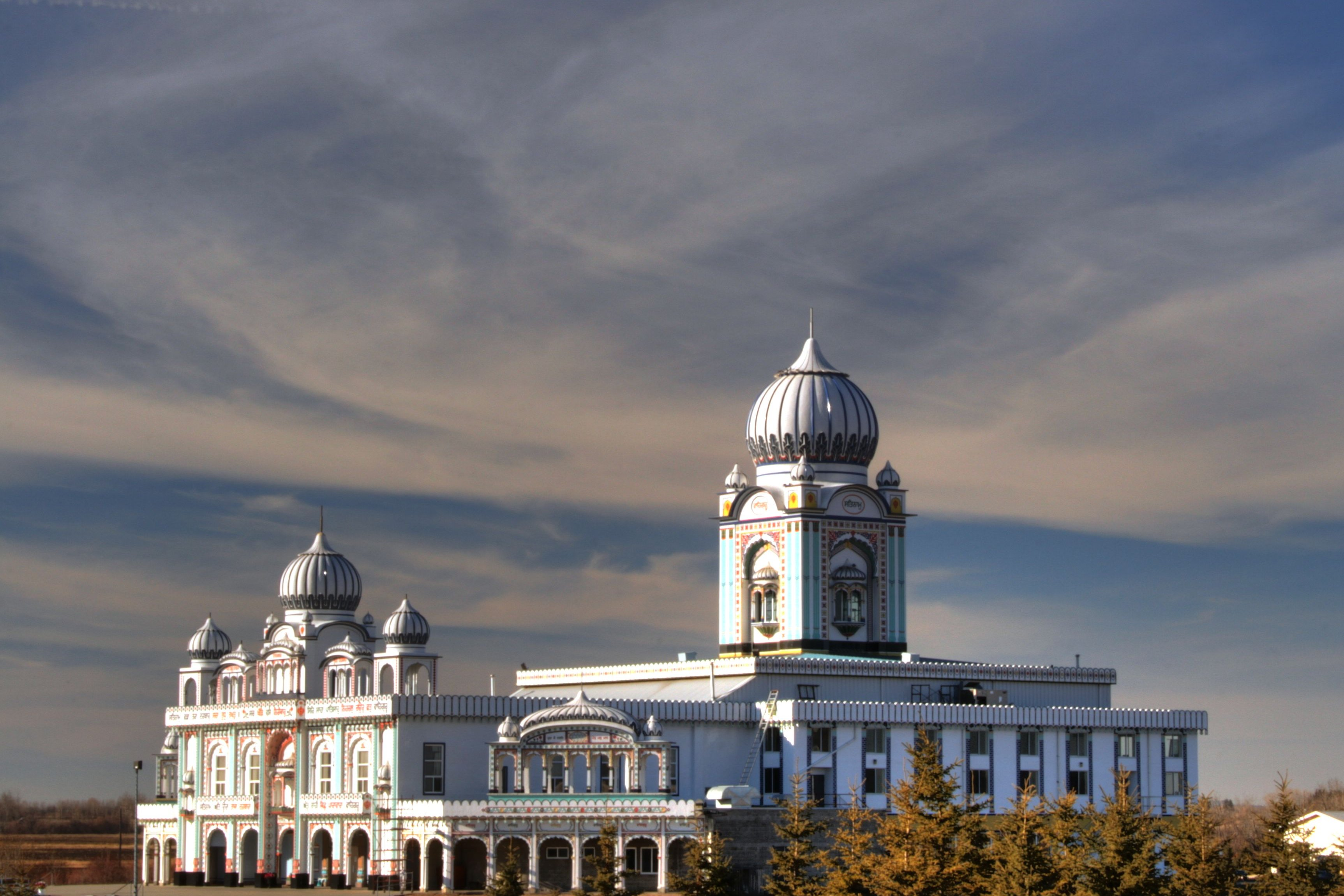
Temple sikh à Edmonton.

Le sikhisme est présent au Canada depuis au moins les années 1880. Il s'agit de la plus grande religion indienne au Canada avec 468 673 membres selon l'enquête sur les ménages de Statistique Canada de 2011.

## Autres religions

### Religions des Premières nations et des Inuits
Les religions des Premières nations et des Inuits sont très diversifiées. Elles sont surtout développées au sein des Premières nations de la côte nord-ouest, du Nord des Grandes Plaines et des forêts du Centre et de l'Est. De manière générale, les Premières nations de la région subarctique et les Inuits ont des religions moins élaborées, mais ont toutefois une mythologie développée.
De nos jours, la majorité des autochtones se sont convertis à une religion chrétienne, mais des mouvements existent pour faire revivre les religions traditionnelles tel que la religion de Handsome Lake des Iroquois ou bien de créer une combinaison entre les traditions aborigènes et européennes tel que la religion des Trembleurs dans l'Ouest américain.

### Religions ovni

#### Raëlisme
Pour un article plus général, voir Raëlisme.

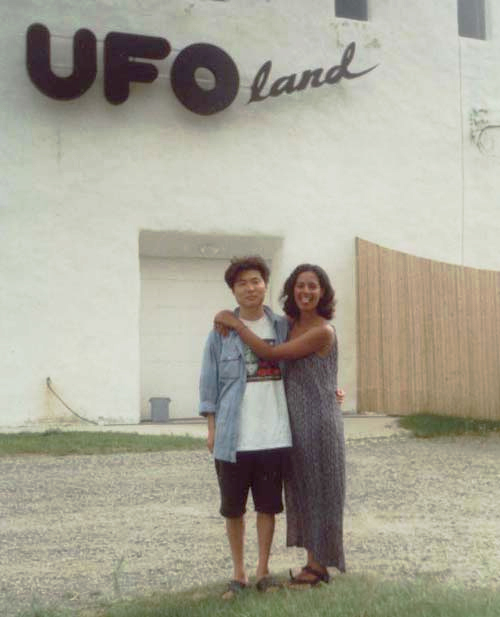
Raëliens à UFOland au Québec, un centre räëlien qui a été ouvert de 1995 à 2003.

Le raëlisme est un nouveau mouvement religieux basé sur le contact de Raël avec les extraterrestes présent au Canada, surtout au Québec.

## Irreligion
Pour un article plus général, voir Irreligion.
Les Canadiens sans religion incluent les athées, les agnostiques, les humanistes ainsi que toute personne n'adhérant pas aux dogmes d'une certaine religion. Actuellement, ils totalisent près du quart de la population du Canada (23,9 %) selon l'enquête sur les ménages de Statistiques Canada de 2011. L'irreligion est plus courante sur la côte ouest, surtout dans la région du Grand Vancouver.
Certains Canadiens non religieux ont formé des associations, comme l'Association humaniste du Canada. En 1991, certains Canadiens non religieux ont signé une pétition, présentée au Parlement par Svend Robinson, pour enlever la référence à « Dieu » du préambule de la Constitution du Canada, sans succès.